# 弓状束
弓状束（きゅうじょうそく、英: arcuate fasciculus）は、側頭-頭頂連結部(temporoparietal junction) の後部と脳の前頭皮質を結ぶ 神経経路 で、現在では上縦束の一部であると考えられている。

## 機能
大脳皮質内でも言語に特化した領域であるブローカ野とウェルニッケ野を接続していると考えられている。
言語の産出をつかさどる領域と理解をつかさどる領域を接続している。 

## 機能障害
この経路の障害は伝導性失語として知られる失語症を引き起こす。この患者では音声言語の理解、産出は保存されているが、聞いた言葉を反復することが出来ない。